# Abaeis
Abaeis是粉蝶科黃粉蝶亞科裡的一個屬，尚無正式中文學名命名。共有2個物種，分佈於美國南部及伊斯帕尼奧拉島，是體型稍大的橙色黃粉蝶。

## 物種
- 橙翅小黃粉蝶 Abaeis nicippe
- 擬橙翅小黃粉蝶 Abaeis nicippiformis

## 腳註
1. ↑  Brower, Andrew V. Z. 2010. Abaeis Hübner 1819. Version 10 February 2010 (under construction). http://tolweb.org/Abaeis/76530/2010.02.10 （页面存档备份，存于） in The Tree of Life Web Project, http://tolweb.org/ （页面存档备份，存于） （英文）